# Rhiannon (песня)
«Rhiannon» — песня рок-группы Fleetwood Mac из их десятого студийного альбома 1975 года Fleetwood Mac. В 1976 вышла отдельным синглом. (Это был третий сингл с вышеназванного альбома).
В некоторых странах название песни указывалось на синглах как «Rhiannon (Will You Ever Win)».
Песня была написана Стиви Никс. Она же исполняла в песне лид-вокал. Иногда на концертах она предваряла исполнение песни словами «Это история об валлийской ведьме». В 1975—1980 годах живые исполнения песни «Rhiannon» отличались театральной интенсивностью (яркостью и напряжённостью), которой не было на студийной записи. Песня достигала кульминации в концовке, когда вокал Стиви Никс становился таким страстным, что ударник и сооснователь группы Мик Флитвуд как-то сказал: «Её Рианнон в те времена была похожа на экзорцизм»
Песня достигла 11 места в США (в Billboard Hot 100) и 46 места в Великобритании (в сингловом чарте UK Singles Chart).

## Премии и признание
В 2004 году журнал Rolling Stone поместил песню «Rhiannon (Will You Ever Win)» в исполнении группы Fleetwood Mac на 488 место своего списка «500 величайших песен всех времён».